# Томпсон, Софи
Софи Томпсон (англ. Sophie Thompson; род. 20 января 1962, Лондон) — британская актриса, наиболее известная ролью Стеллы Кроуфорд в телесериале EastEnders.

## Биография
Родилась в 1962 году в семье актёров Эрика Томпсона и Филлиды Ло. Сестра — известная британская актриса Эмма Томпсон. Училась в школе Bristol Old Vic Theatre School после дебюта в кино.
Работала в кино, телевидении, театре и радио, озвучила несколько аудиокниг. Карьера Софи началась, когда она снялась в 5 эпизодах телесериала «Путешественник во времени».
С 1995 года замужем за британским актёром, сценаристом, композитором и музыкантом Ричардом Ламсденом. У них есть 2 сына: Эрни Джеймс (род. 1997) и Уолтер Эрик (род. 2000).
Участвует в благотворительной акции «Child In Need India» (CINI), помогая бедным матерям и детям из Индии.

## Фильмография
| Год       |   | Русское название                              | Оригинальное название                         | Роль              |
| --------- | - | --------------------------------------------- | --------------------------------------------- | ----------------- |
| 1991      | ф | Двадцать один год                             | Twenty-One                                    | Франческа         |
| 1994      | ф | Четыре свадьбы и одни похороны                | Four Weddings and a Funeral                   | Лидия             |
| 1995      | ф | Доводы рассудка                               | Persuasion                                    | Мэри Масгроу      |
| 1995—1995 | с | Мистер Бин, эпизод «Torvill and Bean»         | Mr. Bean                                      | подружка          |
| 1996      | ф | Эмма                                          | Emma                                          | мисс Бейтс        |
| 2001      | ф | Госфорд-парк                                  | Gosford Park                                  | Дороти            |
| 2006      | с | Убийства в Мидсомере, эпизод «Dead Letters»   | Midsomer Murders                              | Эйприл Гудинг     |
| 2007      | ф | Комната с видом                               | A Room with a View                            | Шарлотта Бартлетт |
| 2009      | ф | Моррис                                        | Morris: A Life with Bells On                  | Гленда            |
| 2010      | ф | Ешь, молись, люби                             | Eat Pray Love                                 | Корелия           |
| 2010—2010 | с | Пуаро Агаты Кристи, эпизод «Hallowe'en Party» | Agatha Christie's Poirot                      | миссис Рейнолдс   |
| 2010      | ф | Гарри Поттер и Дары Смерти: часть 1           | Harry Potter and the Deathly Hallows — Part 1 | Муфалда Хмелкирк  |
| 2012      | с | Личная жизнь (телесериал)                     | Love Life                                     | Пенни             |
| 2013      | с | Свет и тень (телесериал)                      | Lightfields                                   | Лорна Филвуд      |
| 2014      | с | Внутри девятого номера (телесериал)           | Inside No. 9                                  | Джен              |
| 2014      | с | Искатели сокровищ (телесериал)                | Detectorists                                  | Шейла             |

## Награды
В 1999 году награждена Премией Лоуренса Оливье «Лучшая актриса мюзикла» за мюзикл «Into the Woods».